# Tahoe Lake (Nunavut)
Der Tahoe Lake ist ein etwa 155 km² großer See auf Victoria Island im kanadischen Territorium Nunavut.

## Lage
Der Tahoe Lake befindet sich im Süden der Insel 160 km nordwestlich von Cambridge Bay. Der etwa 87 m hoch gelegene See hat eine sichelförmige Gestalt. Er ist 50 km lang und weist eine maximale Breite von 4,3 km auf. 4 km weiter östlich befindet sich der Washburn Lake. Vom Südwestufer des Sees führt ein etwa 17 km langer namenloser Abfluss nach Süden zu einem See, der zum Surrey Lake hin entwässert wird.
Der Tahoe Lake befindet sich in einer Tundralandschaft nördlich des Polarkreises. Seine Oberfläche ist während den Wintermonaten gefroren.